# Pfarrhof (Weinsfeld)

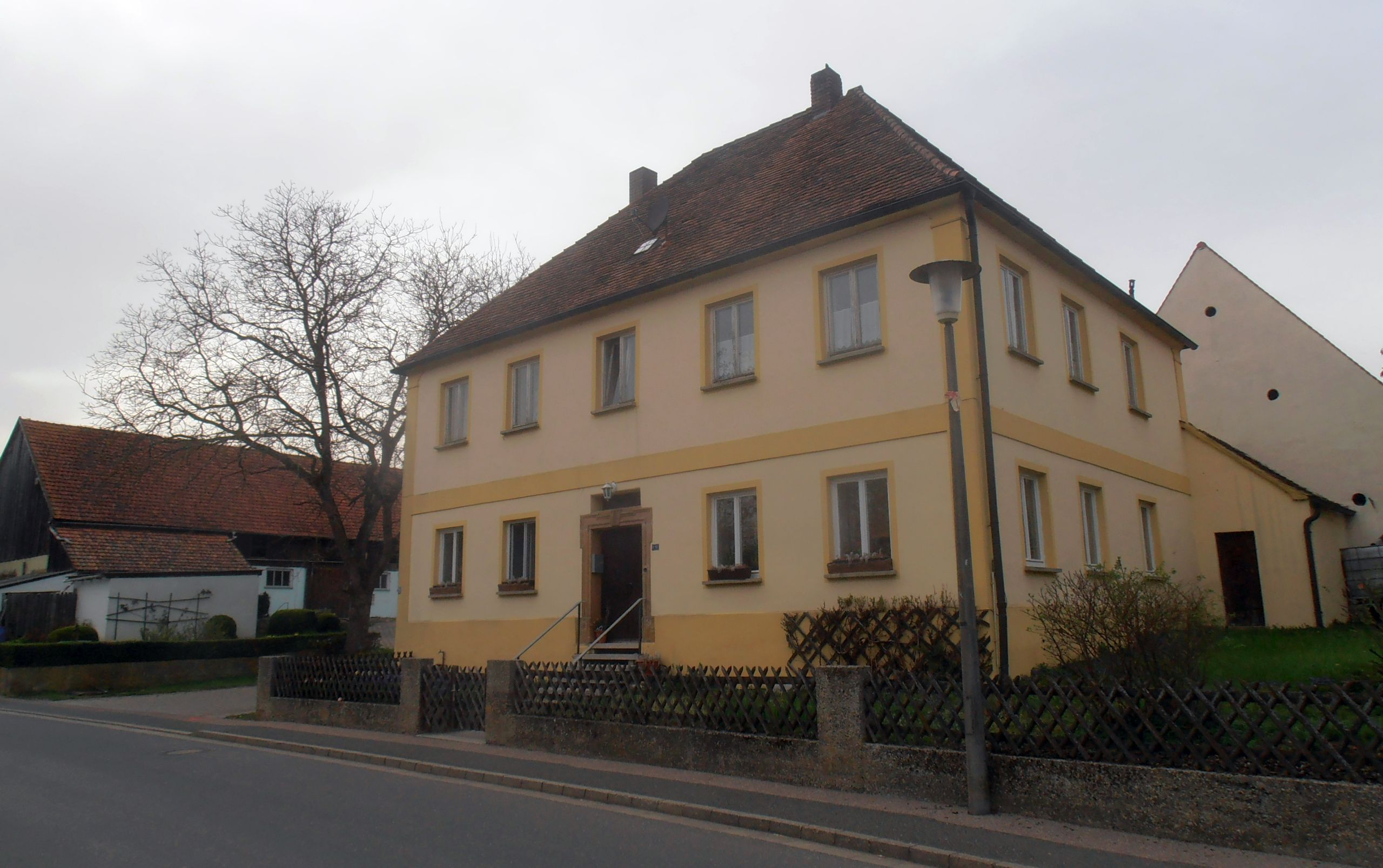
Pfarrhaus in Weinsfeld

Der ehemalige katholische Pfarrhof in Weinsfeld, einem Pfarrdorf im mittelfränkischen Landkreis Roth (Bayern), wurde in der ersten Hälfte des 19. Jahrhunderts errichtet. Das Pfarrhaus an Weinsfeld E 12 ist ein geschütztes Baudenkmal. Der zweigeschossige, verputzte Massivbau mit Walmdach.